# Farmos
Farmos es un pueblo húngaro perteneciente al distrito de Nagykáta, condado de Pest.

## Superficie
Cuenta con una superficie de 40,12 km².

## Demografía
Hasta 2024 la población era de 3413 habitantes, con una densidad de población de 85,06 hab/km².
| Gráfica de evolución demográfica de Farmos entre 2020 y 2024 |
|                                                              |
| Datos según la Oficina Central de Estadística de Hungría.    |